# Saint-Martin-Lalande
Pour les articles homonymes, voir Saint-Martin.
Saint-Martin-Lalande  est une commune française, située dans le nord-ouest du département de l'Aude en région Occitanie.
Sur le plan historique et culturel, la commune fait partie du Lauragais, l'ancien « Pays de Cocagne », lié à la fois à la culture du pastel et à l’abondance des productions, et de « grenier à blé du Languedoc ». Exposée à un climat méditerranéen, elle est drainée par le canal du Midi, le Fresquel, le ruisseau de Bassens, le ruisseau de Tréboul, le ruisseau de Mairevieille, le ruisseau de Tiradourès.
Saint-Martin-Lalande est une commune rurale qui compte 1 109 habitants en 2022, après avoir connu une forte hausse de la population depuis 1975. Elle fait partie de l'aire d'attraction de Castelnaudary. Ses habitants sont appelés les Lalandais ou  Lalandaises.
Le patrimoine architectural de la commune comprend un immeuble protégé au titre des monuments historiques : l'église Saint-Martin, inscrite en 1952.

## Géographie
Commune de l'aire urbaine de Castelnaudary située dans le Lauragais sur une colline dominant la vallée du Fresquel, au sud du village se trouve le canal du Midi, la route ancienne nationale 113, la voie ferrée, l'autoroute A61 et au nord on trouve la Montagne Noire. Elle est à 36 km de Carcassonne et à 56 km de Toulouse.

### Communes limitrophes
|                   | Saint-Papoul         |           |
| Castelnaudary     | Saint-Martin-Lalande | Lasbordes |
| Mireval-Lauragais | Laurabuc             | Pexiora   |

### Hydrographie
La commune est dans la région hydrographique « Côtiers méditerranéens », au sein du bassin hydrographique Rhône-Méditerranée-Corse. Elle est drainée par le canal du Midi, le Fresquel, le ruisseau de Bassens, le ruisseau de Tréboul, le ruisseau de Mairevieille et le ruisseau de Tiradourès, qui constituent un réseau hydrographique de 14 km de longueur totale,.
Le canal du Midi, d'une longueur totale de 239,8 km, est un canal de navigation à bief de partage qui relie Toulouse à la mer Méditerranée depuis le xviie siècle.
Le Fresquel, d'une longueur totale de 63 km, prend sa source dans la commune de Baraigne et s'écoule d'ouest en est. Il traverse la commune et se jette dans l'Aude à Carcassonne, après avoir traversé 22 communes.
Le ruisseau de Bassens, d'une longueur totale de 13,7 km, prend sa source dans la commune de Labécède-Lauragais et s'écoule vers le sud. Il traverse la commune et se jette dans le Fresquel sur le territoire communal, après avoir traversé 5 communes.
Le ruisseau de Tréboul, d'une longueur totale de 22,5 km, prend sa source dans la commune de Mas-Saintes-Puelles et s'écoule vers le sud-est. Il traverse la commune et se jette dans le Fresquel à Villepinte, après avoir traversé 7 communes.

### Climat
Pour des articles plus généraux, voir Climat de l'Occitanie et Climat de l'Aude.
En 2010, le climat de la commune est de type climat du Bassin du Sud-Ouest, selon une étude s'appuyant sur une série de données couvrant la période 1971-2000. En 2020, Météo-France publie une typologie des climats de la France métropolitaine dans laquelle la commune est exposée à un climat océanique altéré et est dans la région climatique Aquitaine, Gascogne, caractérisée par une pluviométrie abondante au printemps, modérée en automne, un faible ensoleillement au printemps, un été chaud (19,5 °C), des vents faibles, des brouillards fréquents en automne et en hiver et des orages fréquents en été (15 à 20 jours).
Pour la période 1971-2000, la température annuelle moyenne est de 13,5 °C, avec une amplitude thermique annuelle de 16,1 °C. Le cumul annuel moyen de précipitations est de 729 mm, avec 9,5 jours de précipitations en janvier et 5,1 jours en juillet. Pour la période 1991-2020, la température moyenne annuelle observée sur la station météorologique la plus proche, située sur la commune de Castelnaudary à 6 km à vol d'oiseau, est de 14,1 °C et le cumul annuel moyen de précipitations est de 707,4 mm,. Pour l'avenir, les paramètres climatiques de la commune estimés pour 2050 selon différents scénarios d'émission de gaz à effet de serre sont consultables sur un site dédié publié par Météo-France en novembre 2022.

### Milieux naturels et biodiversité
Aucun espace naturel présentant un intérêt patrimonial n'est recensé sur la commune dans l'inventaire national du patrimoine naturel,,.

## Urbanisme

### Typologie
Au 1er janvier 2024, Saint-Martin-Lalande est catégorisée commune rurale à habitat dispersé, selon la nouvelle grille communale de densité à 7 niveaux définie par l'Insee en 2022.
Elle est située hors unité urbaine. Par ailleurs la commune fait partie de l'aire d'attraction de Castelnaudary, dont elle est une commune de la couronne,. Cette aire, qui regroupe 34 communes, est catégorisée dans les aires de moins de 50 000 habitants,.

### Occupation des sols
L'occupation des sols de la commune, telle qu'elle ressort de la base de données européenne d’occupation biophysique des sols Corine Land Cover (CLC), est marquée par l'importance des territoires agricoles (87,4 % en 2018), en diminution par rapport à 1990 (95,1 %). La répartition détaillée en 2018 est la suivante : 
terres arables (74 %), zones agricoles hétérogènes (11,7 %), zones urbanisées (5,8 %), forêts (4,7 %), zones industrielles ou commerciales et réseaux de communication (2 %), cultures permanentes (1,7 %). L'évolution de l’occupation des sols de la commune et de ses infrastructures peut être observée sur les différentes représentations cartographiques du territoire : la carte de Cassini (XVIIIe siècle), la carte d'état-major (1820-1866) et les cartes ou photos aériennes de l'IGN pour la période actuelle (1950 à aujourd'hui).

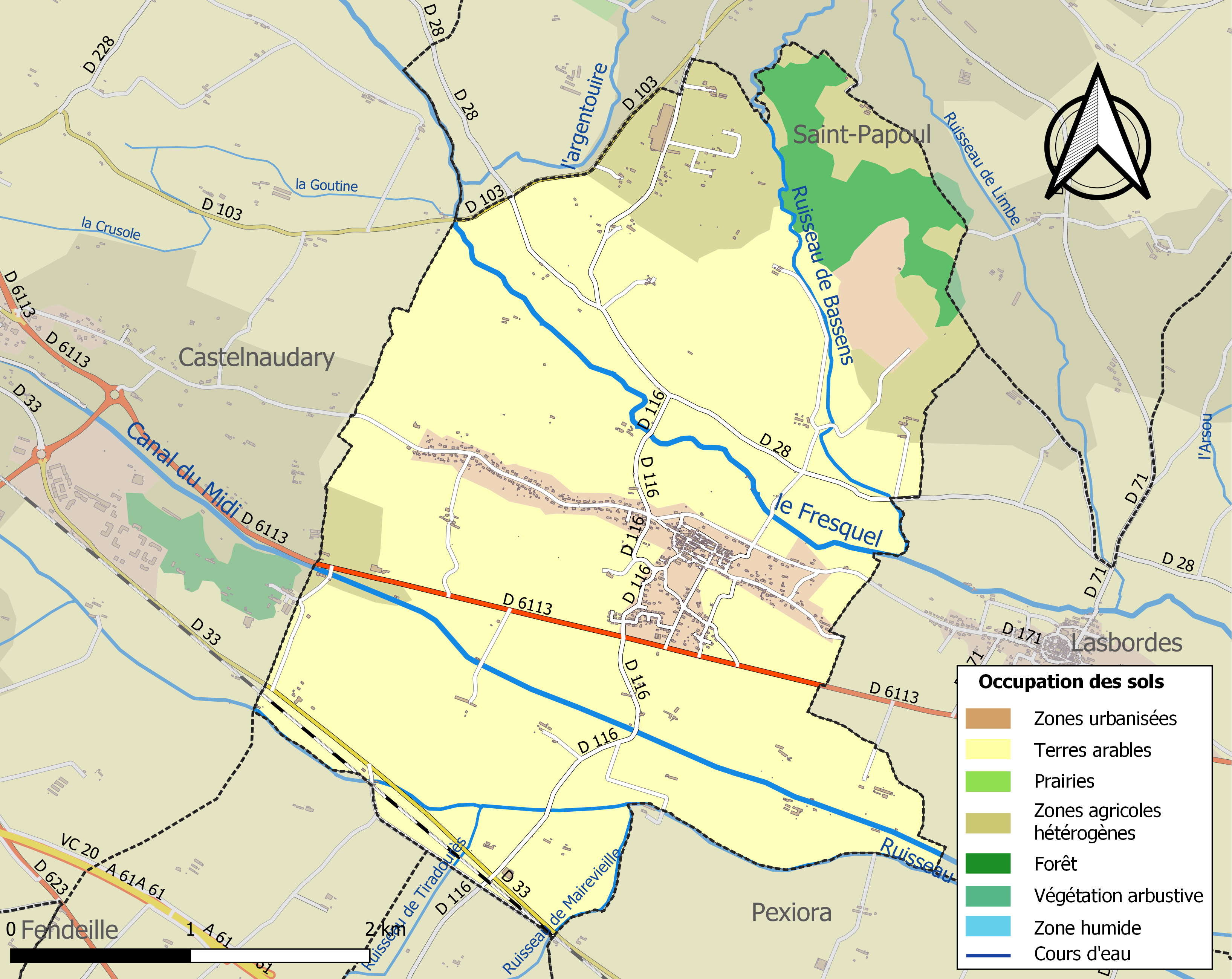
Carte des infrastructures et de l'occupation des sols de la commune en 2018 (CLC).

### Risques majeurs
Le territoire de la commune de Saint-Martin-Lalande est vulnérable à différents aléas naturels : météorologiques (tempête, orage, neige, grand froid, canicule ou sécheresse), inondations et séisme (sismicité très faible). Il est également exposé à un risque technologique, le transport de matières dangereuses. Un site publié par le BRGM permet d'évaluer simplement et rapidement les risques d'un bien localisé soit par son adresse soit par le numéro de sa parcelle.

#### Risques naturels
Certaines parties du territoire communal sont susceptibles d’être affectées par le risque d’inondation par débordement de cours d'eau, notamment le ruisseau de Glandes. La commune a été reconnue en état de catastrophe naturelle au titre des dommages causés par les inondations et coulées de boue survenues en 1982, 1992, 2000, 2009 et 2018,.

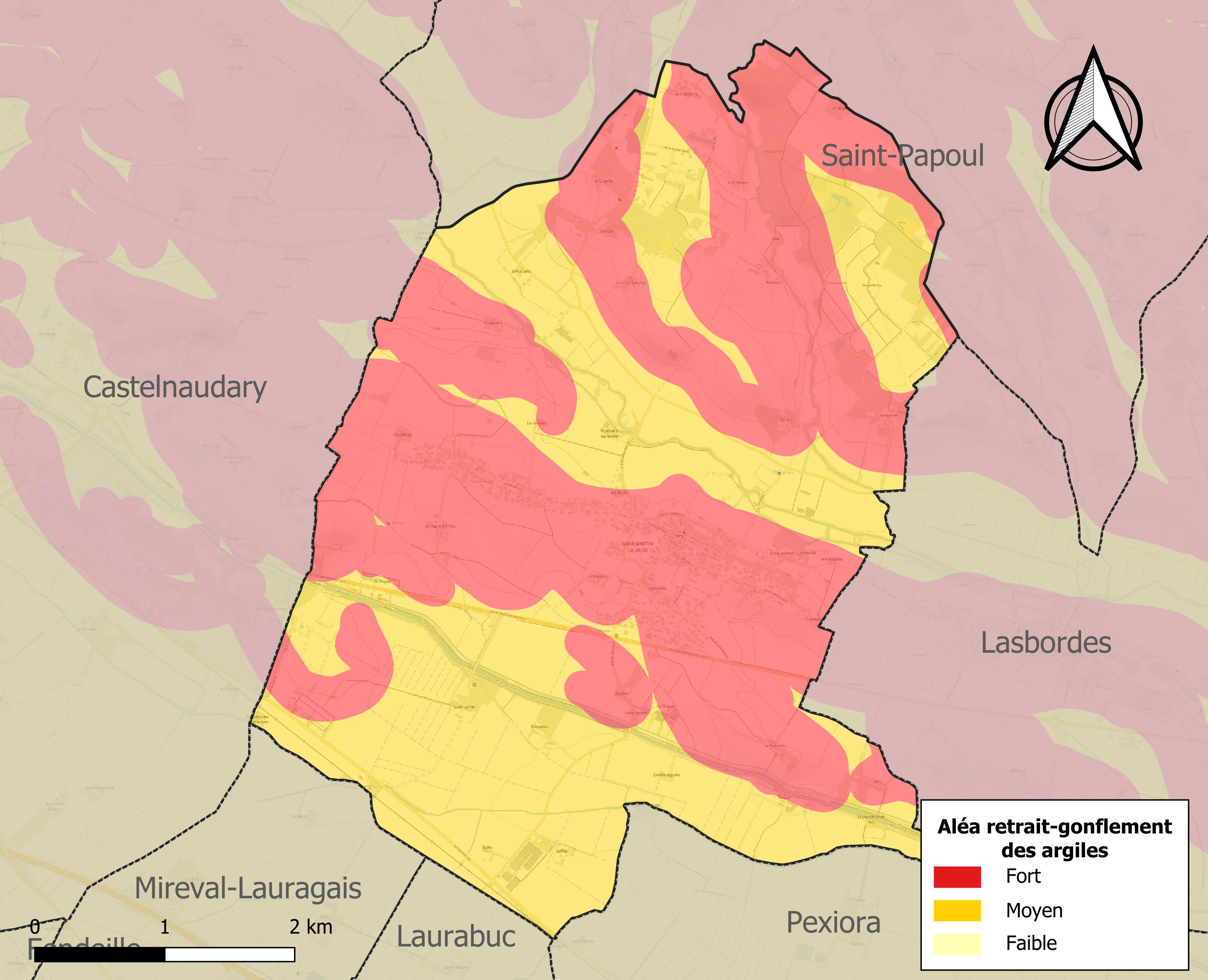
Carte des zones d'aléa retrait-gonflement des sols argileux de Saint-Martin-Lalande.

Le retrait-gonflement des sols argileux est susceptible d'engendrer des dommages importants aux bâtiments en cas d’alternance de périodes de sécheresse et de pluie. La totalité de la commune est en aléa moyen ou fort (75,2 % au niveau départemental et 48,5 % au niveau national). Sur les 497 bâtiments dénombrés sur la commune en 2019, 497 sont en aléa moyen ou fort, soit 100 %, à comparer aux 94 % au niveau départemental et 54 % au niveau national. Une cartographie de l'exposition du territoire national au retrait gonflement des sols argileux est disponible sur le site du BRGM,.

#### Risques technologiques
Le risque de transport de matières dangereuses sur la commune est lié à sa traversée par une route à fort trafic et une ligne de chemin de fer. Un accident se produisant sur de telles infrastructures est en effet susceptible d’avoir des effets graves au bâti ou aux personnes jusqu’à 350 m, selon la nature du matériau transporté. Des dispositions d’urbanisme peuvent être préconisées en conséquence.

## Histoire

### Préhistoire
La commune de Saint-Martin-Lalande est un ancien habitat paléolithique et néolithique.
Un atelier de pierres a été repéré à la limite des bois de la Réjane, c'est-à-dire sur une terrasse exposée au midi et surplombant le Fresquel, en travaillant les terres ; on a découvert des haches de pierre qui y étaient enterrées.
Puis vient la période protohistorique, l'oppidum à pic sur la vallée du Fresquel, sur la crête.
L'oppidum se trouve à l'emplacement des anciennes demeures de templiers au-dessus de l'église.
On a retrouvé aussi des silos creusés dans le roc qui parsèment les rues du village, mais aucune fouille systématique n'a été effectuée pour déceler d'éventuelles nécropoles.

### Période gallo-romaine
De nombreuses exploitations agricoles gallo-romaines devaient parsemer le territoire de la commune, les trouvailles de tuiles à rebord sont assez fréquentes, des vestiges d'une villa rustiques ont été repérés au domaine de Belz.
Une autre a été repérée au domaine d'En Payan ; quand les blés sont assez bas, on décèle les traces de ces villas.
Une tombe gallo-romaine à incinération a été mise au jour en 1954 au lieu-dit les Cammazes de la Gleiyos au-dessus du domaine de Belz.

### Période médiévale
Le village de Saint-Martin-Lalande a été créé au début du XIIe siècle,
dans le contexte d'insécurité qui régnait à l'époque féodale. 
Au XIIe siècle, on trouvait la commanderie des templiers (actuellement rue du Parc).
Le "castrum Sancti Martini de Landa" était défendu par des remparts,
doublés au midi par des "caves" ou fossés qui avec le temps ont été comblés (actuellement la place de la salle des fêtes).
Il n'y avait pas d'église intra-muros car Saint-Martin-Lalande fut au XIIe siècle et XIIIe siècle un haut lieu du catharisme.
D'après les registres de l'inquisition, il y avait dix maisons de parfaits cathares et la plupart des habitants assistaient aux prêches des bons hommes.
En septembre 1211, sous les murs de Saint-Martin-Lalande, du côté du Fresquel, se déroula une grande bataille qui opposa les croisés de Simon de Montfort et Raymond VI de Toulouse comte de Foix, sous les pentes du village. Après un dur combat, Raymond Roger, comte de Foix, repoussa les Français vers le village voisin. Voyant ceci, Simon de Montfort accourt pour les dégager en prenant à revers l'armée des Occitans et remporta la bataille.
C'est vers 1350 qu'au cœur du village fut construite l'église de style gothique languedocien à nef unique et aux contreforts énormes.

### Renaissance

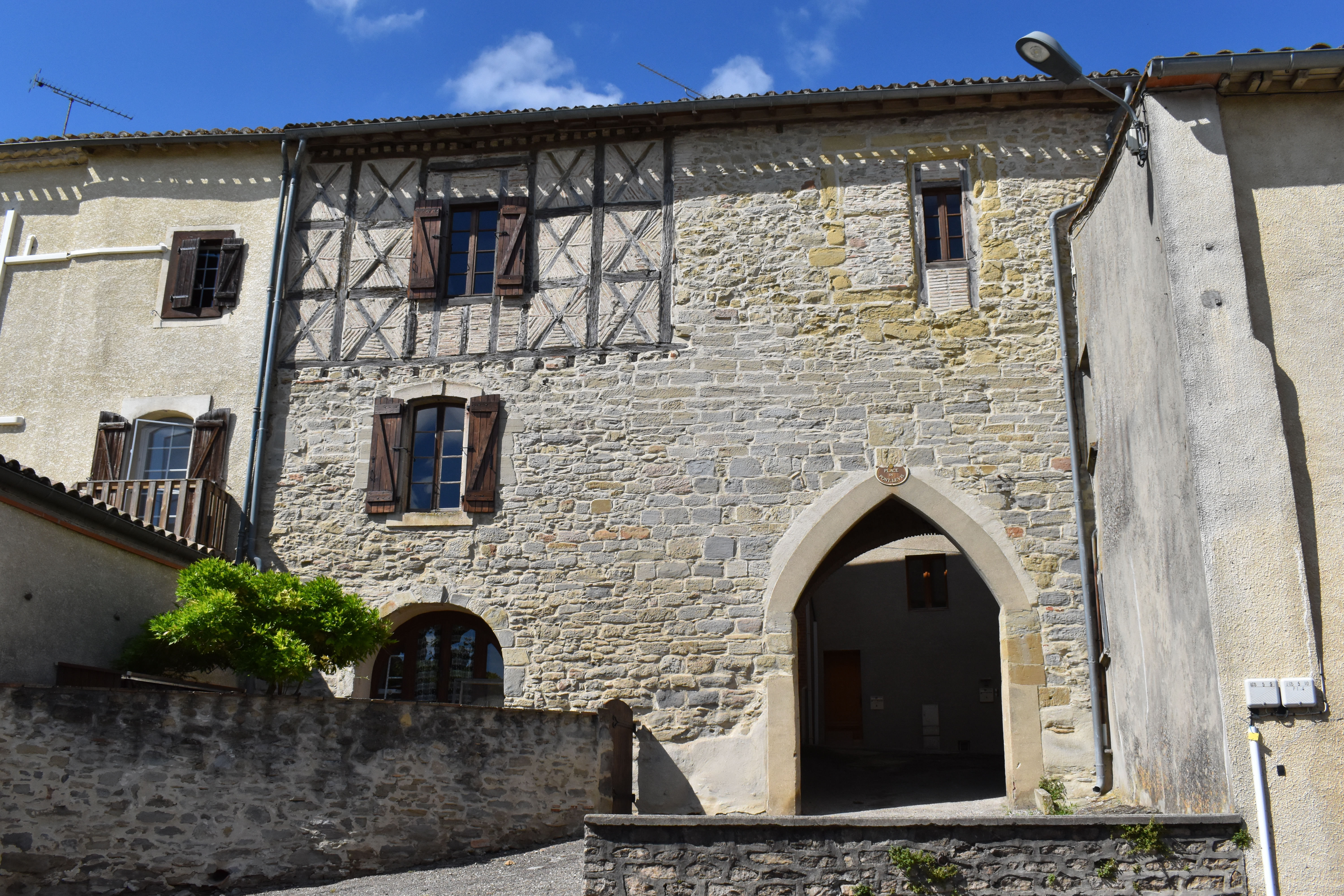
Maison ancienne près de l'église.

Il reste une maison en restauration qui a été mise en valeur en faisant réapparaître les joints des pierres dans le vieux village à côté de l'église. On retrouve tous ces emplacements sur le compoix, le cadastre actuel, datant de 1566.
Puis il y a eu le passage de Catherine de Médicis et de la cour lors du voyage circulaire qu'elle a fait en France en 1566.

### XVIIIesiècle
La commune étaient très intense au XVIIIe siècle, selon les registres de délibérations des consuls et les archives départementales une véritable prospérité due à la culture du pastel et de la garance semble avoir régné sous Louis XVI.
La garance était un dérivé du pastel qui a servi à obtenir d'autres couleurs.
Plusieurs constructions à cette époque et surtout la construction de l'ancienne voie royale qui est aujourd'hui nommée ancienne 113.

### Période contemporaine
À l'heure actuelle, à part les anciens, personne ne distingue les différents quartiers.
Mais il y a une soixantaine d'années, les riches habitaient sur la place, le "Planan" qui était la partie centrale autour de la mairie qui constitue un quadrilatère.
Les maisons ont leur façade sur les rues et sont exposées au sud pour profiter au maximum du soleil.
Les pauvres étaient dans ce que l'on appelait le quartier de pana favas [p'anɔ f'aβɔs], c'est-à-dire le quartier des voleurs de fèves.
En occitan, quelqu'un qui vole est un « panaire » [pan'ajre] du verbe « panar » [pan'a] et pour se nourrir, il était obligé de voler des fèves.

### Tendances politiques et résultats

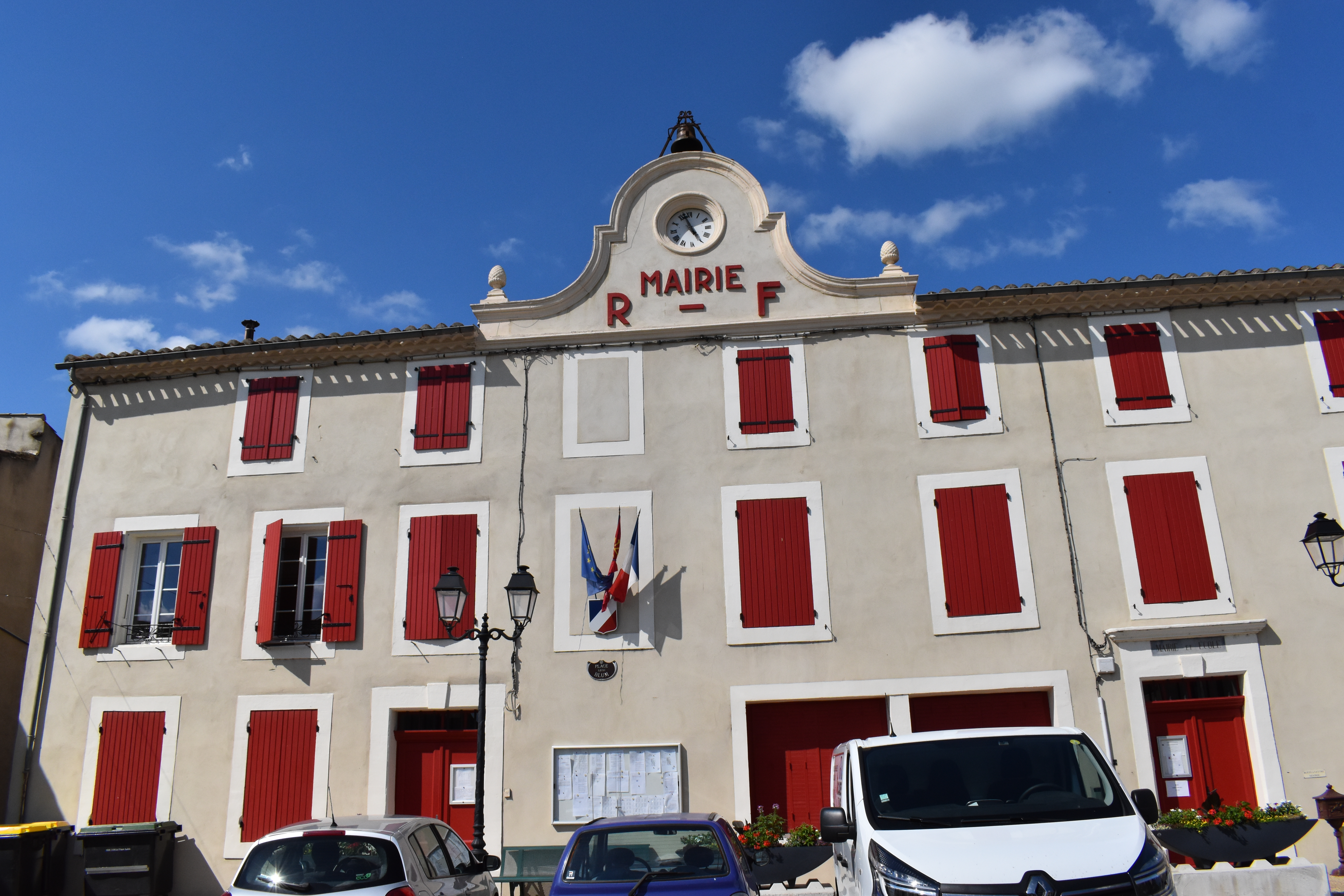
Mairie de Saint-Martin-Lalande.

## Politique et administration

### Liste des maires
| Période                                  | Période  | Identité                                                       | Étiquette | Qualité     |
| ---------------------------------------- | -------- | -------------------------------------------------------------- | --------- | ----------- |
| mai 1945                                 | 1962     | Jean Audy                                                      |           |             |
|                                          |          |                                                                |           |             |
| 1977                                     | 2008     | Paul Guilhem (dit POPO), nommé Maire Honoraire en janvier 2009 |           |             |
| mars 2008                                | En cours | Guy Bondouy                                                    | DVG       | Agriculteur |
| Les données manquantes sont à compléter. |          |                                                                |           |             |

## Démographie
| 1793 | 1800 | 1806 | 1821 | 1831 | 1836 | 1841 | 1846 | 1851 |
| ---- | ---- | ---- | ---- | ---- | ---- | ---- | ---- | ---- |
| 776  | 785  | 738  | 826  | 894  | 864  | 878  | 900  | 929  |

| 1856 | 1861 | 1866 | 1872 | 1876 | 1881 | 1886 | 1891 | 1896 |
| ---- | ---- | ---- | ---- | ---- | ---- | ---- | ---- | ---- |
| 861  | 848  | 774  | 744  | 717  | 737  | 708  | 665  | 632  |

| 1901 | 1906 | 1911 | 1921 | 1926 | 1931 | 1936 | 1946 | 1954 |
| ---- | ---- | ---- | ---- | ---- | ---- | ---- | ---- | ---- |
| 588  | 631  | 624  | 532  | 546  | 576  | 559  | 519  | 533  |

| 1962 | 1968 | 1975 | 1982 | 1990 | 1999 | 2006  | 2011  | 2016  |
| ---- | ---- | ---- | ---- | ---- | ---- | ----- | ----- | ----- |
| 465  | 435  | 419  | 471  | 692  | 959  | 1 068 | 1 092 | 1 121 |

| 2021  | 2022  | - | - | - | - | - | - | - |
| ----- | ----- | - | - | - | - | - | - | - |
| 1 113 | 1 109 | - | - | - | - | - | - | - |

Ce village a souffert de l'exode rural après 1945.
La population du village est tombée à 420 habitants en 1971
De 420 habitants, il est passé à 1100 en 2009 grâce à une dynamique collective, qui a permis de repeupler le village et qui est devenu une banlieue de Castelnaudary.

## Économie

### Revenus
En 2018  (données Insee publiées en septembre 2021), la commune compte 443 ménages fiscaux, regroupant 1 114 personnes. La médiane du revenu disponible par unité de consommation est de 21 770 € (19 240 € dans le département).

### Emploi
| Division       | 2008   | 2013   | 2018   |
| -------------- | ------ | ------ | ------ |
| Commune        | 8,2 %  | 6,4 %  | 8,1 %  |
| Département    | 10,2 % | 12,8 % | 12,6 % |
| France entière | 8,3 %  | 10 %   | 10 %   |

En 2018, la population âgée de 15 à 64 ans s'élève à 750 personnes, parmi lesquelles on compte 74,1 % d'actifs (66 % ayant un emploi et 8,1 % de chômeurs) et 25,9 % d'inactifs,. Depuis 2008, le taux de chômage communal (au sens du recensement) des 15-64 ans est inférieur à celui de la France et du département.
La commune fait partie de la couronne de l'aire d'attraction de Castelnaudary, du fait qu'au moins 15 % des actifs travaillent dans le pôle,. Elle compte 199 emplois en 2018, contre 187 en 2013 et 199 en 2008. Le nombre d'actifs ayant un emploi résidant dans la commune est de 497, soit un indicateur de concentration d'emploi de 40,1 % et un taux d'activité parmi les 15 ans ou plus de 60,3 %.
Sur ces 497 actifs de 15 ans ou plus ayant un emploi, 103 travaillent dans la commune, soit 21 % des habitants. Pour se rendre au travail, 89,9 % des habitants utilisent un véhicule personnel ou de fonction à quatre roues, 3,2 % les transports en commun, 1,6 % s'y rendent en deux-roues, à vélo ou à pied et 5,2 % n'ont pas besoin de transport (travail au domicile).

### Activités hors agriculture

#### Secteurs d'activités
50 établissements sont implantés  à Saint-Martin-Lalande au 31 décembre 2019. Le tableau ci-dessous en détaille le nombre par secteur d'activité et compare les ratios avec ceux du département,.
| Secteur d'activité                                                                                        | Commune | Commune | Département |
| Secteur d'activité                                                                                        | Nombre  | %       | %           |
| --- | ------- | ------- | ----------- |
| Ensemble                                                                                                  | 50      |         |             |
| Industrie manufacturière, industries extractives et autres                                                | 11      | 22 %    | (8,8 %)     |
| Construction                                                                                              | 4       | 8 %     | (14 %)      |
| Commerce de gros et de détail, transports, hébergement et restauration                                    | 9       | 18 %    | (32,3 %)    |
| Information et communication                                                                              | 3       | 6 %     | (1,6 %)     |
| Activités immobilières                                                                                    | 6       | 12 %    | (5,2 %)     |
| Activités spécialisées, scientifiques et techniques et activités de services administratifs et de soutien | 7       | 14 %    | (13,3 %)    |
| Administration publique, enseignement, santé humaine et action sociale                                    | 7       | 14 %    | (13,2 %)    |
| Autres activités de services                                                                              | 3       | 6 %     | (8,8 %)     |

Le secteur de l'industrie manufacturière, des industries extractives et autres est prépondérant sur la commune puisqu'il représente 22 % du nombre total d'établissements de la commune (11 sur les 50 entreprises implantées  à Saint-Martin-Lalande), contre 8,8 % au niveau départemental.

#### Entreprises
Les deux entreprises ayant leur siège social sur le territoire communal qui génèrent le plus de chiffre d'affaires en 2020 sont : 
- Smithers Oasis France, fabrication de produits de consommation courante en matières plastiques (5 693 k€)
- Plastindustrie, fabrication de pièces techniques à base de matières plastiques (579 k€)

### Agriculture
La commune est dans le Lauragais, une petite région agricole occupant le nord-ouest du département de l'Aude,. En 2020, l'orientation technico-économique de l'agriculture  sur la commune est la polyculture et/ou le polyélevage.
|               | 1988  | 2000 | 2010 | 2020 |
| ------------- | ----- | ---- | ---- | ---- |
| Exploitations | 36    | 26   | 16   | 16   |
| SAU (ha)      | 1 044 | 881  | 791  | 850  |

Le nombre d'exploitations agricoles en activité et ayant leur siège dans la commune est passé de 36 lors du recensement agricole de 1988  à 26 en 2000 puis à 16 en 2010 et enfin à 16 en 2020, soit une baisse de 56 % en 32 ans. Le même mouvement est observé à l'échelle du département qui a perdu pendant cette période 60 % de ses exploitations,. La surface agricole utilisée sur la commune a également diminué, passant de 1 044 ha en 1988 à 850 ha en 2020. Parallèlement la surface agricole utilisée moyenne par exploitation a augmenté, passant de 29 à 53 ha.

## Culture locale et patrimoine

### Lieux et monuments
- Église Saint-Martin de Saint-Martin-Lalande. Le Portail occidental a été inscrit au titre des monuments historiques en 1952[36].
- Chapelle du sanctuaire Notre-Dame-de-Bassens de Bassens.

### Personnalités liées à la commune
- Jean Audy. 1906-1962. Conseiller général canton Sud et président de la commission des travaux publics, vice-président du Syndicat interdépartemental de la Montagne Noire (voir barrage des Cammazes), conseiller du commerce extérieur, président du syndicat des exploitants agricoles de Castelnaudary, président du comité d'expansion économique du Lauragais, membre et président de la société d'études scientifiques de l'Aude. Archéologue (voir la  mise à jour de la basilique cimetériale de Montferrand (Aude), historien et écrivain (diverses publications : voir, entre autres, son étude sur les deux amiraux Joseph Saturnin de Peytes et François Henri, comte de Peytes de Montcabrier), Editorialiste politique dans l'Indépendant du Midi, titulaire des Palmes académiques.

### Héraldique
| Blason de Saint-Martin-Lalande | Blason  | De gueules à un pal flamboyant d'argent.         |
| Blason de Saint-Martin-Lalande | Détails | Le statut officiel du blason reste à déterminer. |